# Gerda Falkner

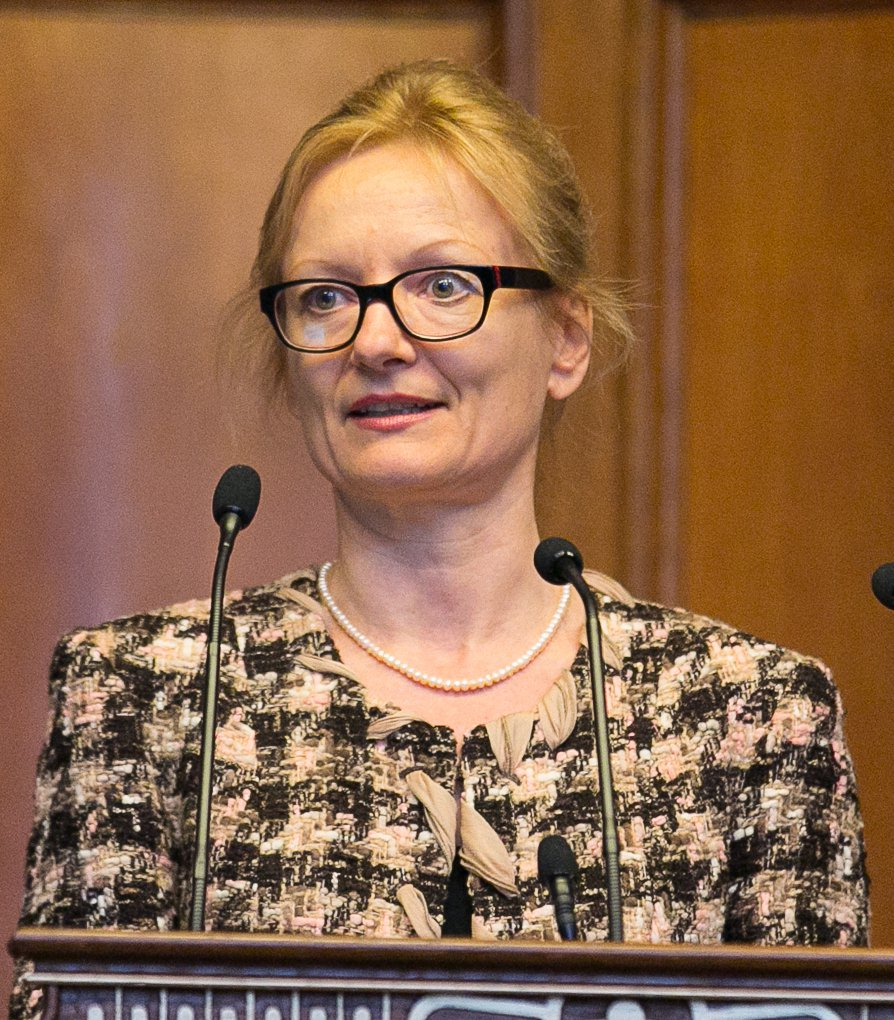
Gerda Falkner (2012)

Gerda Falkner (* 20. April 1964 in Linz) ist eine österreichische Politologin mit Schwerpunkt Europaforschung, Professorin an der Universität Wien und Leiterin des Centre for European Integration Research mit einer Arbeitsgruppe zur Rolle der EU in der Digitalen Revolution.

## Leben
Geboren und aufgewachsen in Linz, studierte Falkner Politikwissenschaft an der Universität Wien, wo sie 1987 mit dem Mag. phil. abschloss (Diplomarbeit zur österreichischen Außenpolitik in Lateinamerika) und 1992 mit einer Arbeit zu Entscheidungsprozessen in der Europäischen Union zum Dr. phil. promovierte. 1989/90 absolvierte sie ein Postgraduate-Studium in Europapolitik am Europa-Kolleg in Brügge/Belgien, Master in Advanced European Studies 1991. 1998 habilitierte sie sich in Politikwissenschaft an der Universität Wien mit einer Arbeit zur EU-Governance.
Falkner war 1987/88 im österreichischen Bundesministerium für Arbeit und Soziales tätig, 1990/1991 forschte sie zu den Sozial- und Arbeitsmarktaspekten des damals bevorstehenden EU-Beitritts Österreichs im Auftrag des Sozialministeriums. Von 1992 bis 1998 war sie Universitätsassistentin am Institut für Staatswissenschaft der Universität Wien; 1994/1995 verbrachte sie ein Jahr als Research Fellow an der University of Warwick und der University of Essex (England), veröffentlichte ein Buch zur europäischen Verfassungsentwicklung (gemeinsam mit Michael Nentwich) und bereitete ihre Habilitationsschrift zur Interessensvertretung auf EU-Ebene vor. Seit 1998 ist sie außerordentliche Universitätsprofessorin an der Universität Wien. Zwischen 1998 und 2003 leitete Falkner eine politikwissenschaftliche Forschungsgruppe am Max-Planck-Institut für Gesellschaftsforschung in Köln zur Implementierung von EU-Recht auf nationaler Ebene. 2002 bis 2008 leitete sie die Abteilung Politikwissenschaft am Institut für Höhere Studien Wien. Seit 2008 leitet sie das Institut für europäische Integrationsforschung (EIF), zunächst an der Österreichischen Akademie der Wissenschaften, seit 2012 an der Universität Wien, jetzt als Centre for European Integration Research.
Gerda Falkner wurde 2010 zum korrespondierenden Mitglied im Inland und 2013 zum wirklichen Mitglied der philosophisch-historischen Klasse der Österreichischen Akademie der Wissenschaften gewählt.

## Funktionen
Gerda Falkner übt als Professorin für Politikwissenschaft mit Schwerpunkt Europaforschung unter anderem folgende wissenschaftliche Funktionen aus:
- Leiterin des EIF (Centre for European Integration Research) des Instituts für Politikwissenschaft (IPW) der Universität Wien
- Persönliches Mitglied des wissenschaftlichen Direktoriums des Instituts für Europäische Politik (IEP), Berlin[4]
- Sprecherin der Sektion Europaforschung der Österreichischen Gesellschaft für Politikwissenschaft (ÖGPW)[5]

Frühere Funktionen (unter anderem):
- Chefredakteurin der Open-Access-Zeitschrift European Integration online Papers (EIoP)[6]
- Chefredakteurin der Open-Access-Zeitschrift Living Reviews in European Governance (LREG)[7]
- Mitglied des Kuratoriums des Wissenschaftszentrums Berlins (WZB)[8]
- Mitglied des Research Council des Europäischen Hochschulinstituts (EUI), Florenz[9]
- Honorarprofessorin am Department for Political Science der Universität Kopenhagen[10]
- Vizepräsidentin der European Community Studies Association Austria (ECSA-Austria)[11][12]

## Veröffentlichungen (Auswahl)
Gerda Falkner ist Autorin und Herausgeberin zahlreicher Bücher und Artikel in wissenschaftlichen Journalen und Sammelbänden. Unter anderem erschienen von ihr die folgenden Bände:
- EU policies in times of crisis: Mechanisms of change and varieties of outcomes: Abingdon and New York: Routledge, 2017, ISBN 978-1-138-28374-9.
- mit Patrick Müller: EU Policies in a Global Perspective: Shaping or taking international regimes?: Abingdon and New York: Routledge, 2014, ISBN 978-1-138-28374-9.
- The EU’s Decision Traps: Comparing Policies. Oxford University Press, Oxford 2011, ISBN 978-0-19-959622-5.
- mit Oliver Treib und Elisabeth Holzleithner: Compliance in the Enlarged European Union: Living Rights or Dead Letters? Ashgate, Aldershot u. a. 2008, ISBN 978-0-7546-7509-9.
- mit Oliver Treib, Miriam Hartlapp und Simone Leiber: Complying with Europe. EU Harmonisation and Soft Law in the Member States. Cambridge University Press, Cambridge / UK 2005, ISBN 0-521-84994-2.
- EU Social Policy in the 1990s: Towards a corporatist policy community: European Public Policy Series. London, Routledge, 1998, ISBN 978-0-415-15777-3.